# Mérenptah (grand prêtre de Ptah)
Pour les articles homonymes, voir Mérenptah (homonymie).
Mérenptah (Aimé de Ptah), est un grand prêtre de Ptah de Memphis pendant la XXIIe dynastie sous le règne de Takélot Ier.

## Attestation et position chronologique
Un seul texte le concernant a été retrouvé, sur lequel un roi Takélot est cité. Les rois Takélot II et Takélot III n'ayant régné qu'en Haute-Égypte, cela signifie qu'il ne peut s'agir que du roi Takélot Ier.
Il est considéré comme faisant partie de la famille de Chedsounéfertoum, grand prêtre de Ptah sous le règne de Sheshonq Ier, même si sa place dans cette famille n'est pas claire.

### Ancienne hypothèse
Auparavant, Takélot II était considéré comme ayant régné également en Basse-Égypte. En conséquence, deux hypothèses étaient envisagées concernant la place de Mérenptah dans la succession des grands prêtres memphites de cette période, selon que l'inscription renvoyait à Takélot Ier ou Takélot II : dans l'hypothèse de Takélot II, à la mort de Sheshonq, fils d'Osorkon II et tenant de la charge de grand prêtre de Ptah, son fils Takélot aurait été trop jeune pour prendre la tête du temple de Ptah. Ce serait donc un autre dignitaire, Mérenptah, qui aurait été nommé grand pontife de Memphis par Osorkon II lui-même. Les liens entre tous ces personnages restent peu clairs et ce n'est qu'à la disparition de Mérenptah que Takélot est intronisé à la place éminente du clergé égyptien, sous le règne de son cousin Sheshonq III (qui succéderait donc  à Takélot II sur le trône d'Horus). 
Le fait que Mérenptah soit aujourd'hui considéré comme ayant vécu sous le règne de Takélot Ier permet d'éviter cette hypothèse hasardeuse et de rétablir une succession logique entre Sheshonq et ses descendants.